# Conan Osíris
Tiago Miranda (født 5. januar 1989), kendt professionelt som Conan Osíris, er en portugisisk singer-songwriter.
Han fik national anerkendelse efter at have præsenteret sin sang "Telemóveis", som kom med i Festival da Canção 2019. Den 2. marts 2019 vandt Osiris Festival da Canção. Derfor repræsenterer han Portugal i Eurovision Song Contest 2019 i Tel Aviv. Hans scenenavn er baseret på den gamle egyptiske gud Osiris og den japanske serie Future Boy Conan af Hayao Miyazaki.